# One Day in Your Life (singel Anastacii)
One Day in Your Life – piosenka pop stworzona przez Anastacię, Louisa Biancaniella, Sama Wattersa na drugi studyjny album Anastacii Freak of Nature. Piosenka została wydana 4 marca 2002 jako drugi singel promujący płytę.

## Lista utworów
Australian maxi single (Includes stickers)
1. "One Day in Your Life" [Album Version] 3:29
2. "One Day in Your Life" [M*A*S*H Radio Mix #2] 3:56
3. "One Day in Your Life" [Almighty Mix] 7:44
4. "One Day in Your Life" [M*A*S*H Classic Mix] 8:48
5. "One Day in Your Life" [Video]

European maxi single
1. "One Day in Your Life" [Album Version] 3:29
2. "One Day in Your Life" [M*A*S*H Classic Mix] 8:48
3. "One Day in Your Life" [M*A*S*H Dub Mix] 7:14
4. "One Day in Your Life" [Almighty Mix] 7:44
5. "One Day in Your Life" [Almighty Dub] 5:58

European promo single
1. "One Day in Your Life" [Album Version] 3:29

Japanese CD single
1. "One Day in Your Life" [Album Version] 3:29
2. "Bad Girls" (with Jamiroquai) [Live at The Brits 2002]
3. "One Day in Your Life" [M*A*S*H Radio Mix] 3:56
4. "One Day in Your Life" [Almighty Dub] 5:58
5. "One Day in Your Life" [Video]

Netherlands promo single
1. "One Day in Your Life" [Album Version] 3:29
2. "One Day in Your Life" [M*A*S*H Classic Mix] 8:48

Spanish promo single
1. "One Day in Your Life" [Album Version] 3:29
2. "One Day in Your Life" [M*A*S*H Radio Mix] 3:56

UK CD single
1. "One Day in Your Life" [Album Version] 3:29
2. "One Day in Your Life" [M*A*S*H Classic Mix] 8:48
3. "One Day in Your Life" [Almighty Mix] 7:44
4. "One Day in Your Life" [Video]

UK 12" promo single (Almighty Mixes)
1. "One Day in Your Life" [Almighty Mix] 7:44
2. "One Day in Your Life" [Almighty Dub] 5:58

UK 12" promo single (M*A*S*H Mixes)
A-side
1. "One Day in Your Life" [M*A*S*H Classic Mix] 8:48

B-side
1. "One Day in Your Life" [M*A*S*H Dub Mix] 7:14

US promo box set (+ picture sleeve booklet and promo EPK video)
1. "One Day in Your Life" [European Version]
2. "One Day in Your Life" [US Version]

US double 12" promo maxi single
Disc 1; Side 1
1. "One Day in Your Life" [Eric Kupper Club Mix] 7:47
2. "One Day in Your Life" [Eric Kupper Dub Mix] 6:39

Disc 1; Side 2
1. "One Day in Your Life" [Almighty Mix] 7:44
2. "One Day in Your Life" [Almighty Dub] 5:58

Disc 1; Side 1
1. "One Day in Your Life" [Hex Hector/Mac Quayle Club Mix] 10:32
2. "One Day in Your Life" [Hex Hector/Mac Quayle Dub Mix] 5:20

Disc 2; Side 2
1. "One Day in Your Life" [M*A*S*H Classic Mix] 8:48
2. "One Day in Your Life" [M*A*S*H Dub Mix] 7:14